# Religiose adoratrici perpetue guadalupane
Le religiose adoratrici perpetue guadalupane (in spagnolo Religiosas Adoratrices Perpetuas Guadalupanas) sono un istituto religioso femminile di diritto pontificio: le suore di questa congregazione pospongono al loro nome la sigla A.P.G.

## Storia
Le origini della congregazione risalgono al 1875, quando la brigidina Loreto del Santissimo Sacramento, con l'autorizzazione dell'arcivescovo di Città del Messico Pelagio Antonio de Labastida y Dávalos, riunì presso Tlaxpana un gruppo di giovani donne per iniziare una comunità di brigidine sacramentarie.
Nel 1885 venne eletta superiora del monastero María de las Mercedes Méndez Pérez Gil (1862-1931), ritenuta fondatrice della congregazione, che separò la comunità dalle brigidine e l'aggregò alle adoratrici perpetue del Santissimo Sacramento di Roma. Le comunità messicane vennero erette in congregazione autonoma dalla Santa Sede nel 1924 e le loro costituzioni vennero approvate il 7 novembre 1939.

## Attività e diffusione
Le religiose della congregazione si dedicano all'adorazione perpetua del Santissimo Sacramento e all'istruzione e all'educazione cristiana della gioventù.
Sono presenti in Messico e negli Stati Uniti d'America; la sede generalizia è a Città del Messico.
Alla fine del 2008, la congregazione contava 227 religiose in 20 case.